# Casablanca, Casablanca
Pour plus de détails, voir Fiche technique et Distribution.
Casablanca, Casablanca est un film italien réalisé par Francesco Nuti, sorti en 1985. Il s'agit de la suite de Io, Chiara e lo Scuro.

## Fiche technique
- Titre : Casablanca, Casablanca
- Réalisation : Francesco Nuti
- Scénario : Francesco Nuti, Sergio Donati et Luciano Vincenzoni
- Photographie : Franco Di Giacomo
- Musique : Giovanni Nuti
- Pays d'origine : Italie
- Genre : comédie
- Date de sortie : 1985

## Distribution
- Francesco Nuti : Francesco
- Giuliana De Sio : Chiara
- Daniel Olbrychski : Daniel
- Marcello Lotti : Lo scuro
- Novello Novelli : Il 'merlo'
- Carlo Monni